# Helvig av Holstein

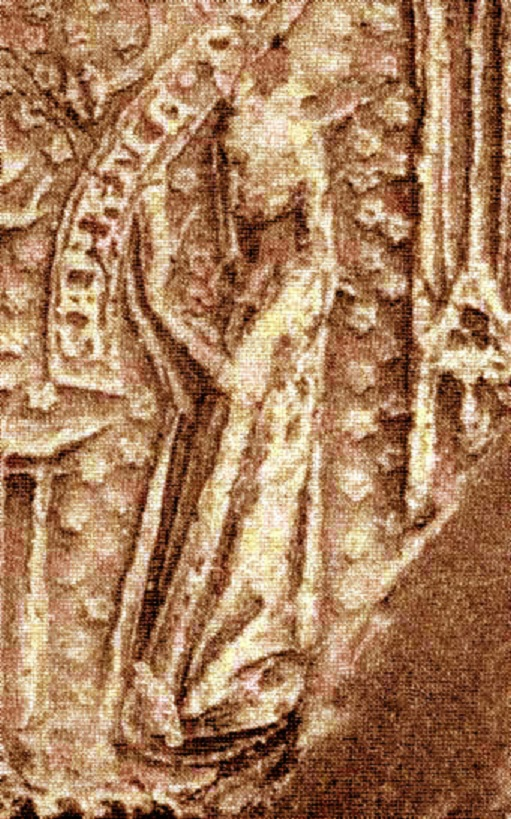
Stiliserad bild av Helvig på hennes sigill.

Helvig av Holstein, även (felaktigt) känd under namnet Hedvig, född någon gång mellan 1255 och 1260, död någon gång mellan 1324 och 1326, var drottning till Magnus Ladulås. Hon var dotter till greve Gerhard I av Holstein (död 1290) och Elisabet av Mecklenburg (död 1280, dotter till furst Johan I av Mecklenburg) och hade även en farbror som var kung.

## Biografi

### Drottning av Sverige
Helvig blev svensk drottning, när hon gifte sig med Magnus Ladulås i Kalmar den 11 november 1276. Magnus hade året innan gjort sig till kung genom att avsätta sin bror Valdemar. Denna avsättning ledde 1278 till uppror mot Magnus och under detta blev Helvigs far Gerhard tillfångatagen i Skara. Hon sökte då sin tillflykt till det närliggande klostret.
Den 29 juli 1281 kröntes Helvig i Söderköping; detta var första gången en kunglig gemål kröntes i Sverige. Som morgongåva fick hon av Magnus gården Dåvö i Munktorps församling samt tre härader i Västmanland: Snevringe (i vilket Dåvö ligger), Fellingsbro samt Åkerbo. Vid samma ceremoni utsågs deras son Birger till tronföljare. Under festligheterna var staden upplyst av flera tusen facklor, vilket vårdslöst resulterade i en stor eldsvåda.

### Änka
Efter makens död 1290 residerade Helvig på Dåvö fram till sin död. Hon levde där ännu 7 mars 1324, men avled före 14 februari 1326. Hon tros vara begravd tillsammans med sin make i Riddarholmskyrkan i Stockholm. Nyare undersökningar av graven har dock visat att ingen i den utpekade gravkammaren kan vara Magnus. En utvidgad efterforskning pågick i närheten av den under åren 2011–2019.

### Barn
I äktenskapet med Magnus födde hon följande barn:
1. Erik (född 1277, död 1279).
2. Ingeborg (född 1277 eller 1279, död 1319), drottning av Danmark, gift med den danske kungen Erik Menved (född 1274, död 1319).
3. Birger (född 1280 eller 1281, död 1321), kung av Sverige 1290-1318.
4. Erik (född omkring 1282, död på Nyköpingshus 1318), hertig av Södermanland.
5. Valdemar (född omkring 1285, död på Nyköpingshus 1318), hertig av Finland.
6. Rikissa (född 1285 eller 1287, död 1347 eller 1348), abbedissa i Sankta Klara kloster i Stockholm.